# Janusz Optołowicz
Janusz Optołowicz (ur. 18 października 1915 w Lublinie, zm. 14 września 1972 tamże) – etnograf i muzealnik polski, zastępca dyrektora Muzeum Okręgowego w Lublinie.
W 1936 zdał maturę w gimnazjum w Lublinie i przez dłuższy czas pracował w administracji miejskiej, także w latach okupacji. W 1950 ukończył studia etnograficzne na Uniwersytecie Marii Curie-Skłodowskiej, blisko współpracując z profesorem Józefem Gajkiem, który powierzył mu obowiązki zastępcy asystenta w Katedrze Etnografii i Etnologii jeszcze przed uzyskaniem dyplomu, a tym samym prowadzenie zajęć ze studentami młodszych roczników. Od 1951 Optołowicz pracował w Muzeum Okręgowym w Lublinie, od 1952 kierował w nim Działem Etnograficznym; był również delegowany do pracy poza Lublinem jako kierownik placówek w Kozłówce i Zamościu, a w latach 1952-1968 pełnił funkcję zastępcy dyrektora Muzeum Okręgowego.
Aktywnie zajmował się pracą organizacyjną Działu Etnograficznego, osobiście podróżując po Lubelszczyźnie, prowadząc badania terenowe i dokonując zakupu eksponatów. Opracował scenariusze ponad 20 wystaw stałych i czasowych, organizował konkursy regionalnej sztuki ludowej i na potrzeby tych konkursów opracowywał katalogi i informatory. Współpracował przy tworzeniu muzeów regionalnych m.in. w Łukowie, Biłgoraju, Lubartowie, Białej Podlaskiej.
W badaniach naukowych interesowały go głównie budownictwo i przemysł ludowy; ogłosił m.in. Przemysł ludowy Lubelszczyzny (1952), Garncarstwo południowo-wschodniej Lubelszczyzny (1957, z Teresą Karwicką), Budownictwo wiejskie w powiecie lubelskim ("Studia i Materiały Lubelskie. Etnografia", 1962), Ludowe kowalstwo artystyczne. Powiat Krasnystaw (1966), Sitarstwo, łubiarstwo i włosiankarstwo biłgorajskie (1968). Na łamach prasy regionalnej oraz "Biuletynu Informacyjnego Stowarzyszenia Twórców Ludowych" przedstawiał sylwetki wyróżniających się artystów ludowych. Pisał również o stanie badań etnograficznych na Lubelszczyźnie (Etnografia w muzeach województwa lubelskiego, "Prace i Materiały Etnograficzne", 1961; Historia, stan i charakterystyka zbiorów etnograficznych Muzeum Okręgowego w Lublinie, "Studia i Materiały Lubelskie", 1972). Malarza i wybitnego badacza sztuki ludowej Janusza Świeżego pożegnał wspomnieniem pośmiertnym w "Pracach i Materiałach Etnograficznych" (1962). Wchodził w skład redakcji "Studiów i Materiałów Lubelskich".
Jako wieloletni członek Polskiego Towarzystwa Ludoznawczego pełnił funkcję skarbnika i prezesa oddziału w Lublinie, w latach 1967-1970 był członkiem zarządu głównego. Brał udział w pracach Komisji ds. Plastyki i Sztuki Ludowej przy Wydziale Kultury Wojewódzkiej Rady Narodowej w Lublinie, był zastępcą przewodniczącego rady naukowej lubelskiego oddziału Stowarzyszenia Twórców Ludowych. Wyróżniony został odznakami "Za opiekę nad zabytkami" oraz "Zasłużony Działacz Kultury".
Z małżeństwa z Janiną Piżewicz miał dwoje dzieci – syna i córkę. Zmarł 14 września 1972 w Lublinie, pochowany został tamże na cmentarzu przy ulicy Lipowej; nagrobek, stylizowany na kapliczkę ludową, zaprojektował lubelski plastyk, etnograf i bibliofil Henryk Zwolakiewicz.